# Tuanjie (socken i Kina, Yunnan)
Tuanjie är en socken i Kina. Den ligger i provinsen Yunnan, i den sydvästra delen av landet, omkring 370 kilometer norr om provinshuvudstaden Kunming. Antalet invånare är 18 839. Befolkningen består av 8 637 kvinnor och 10 202 män. Barn under 15 år utgör 25,0 %, vuxna 15-64 år 66 %, och äldre över 65 år 8,0 %.
Genomsnittlig årsnederbörd är 1 208 millimeter. Den regnigaste månaden är juli, med i genomsnitt 287 mm nederbörd, och den torraste är december, med 11 mm nederbörd.